# Synploca gumia
Synploca gumia är en fjärilsart som beskrevs av Ronald W. Hodges 1965. Synploca gumia ingår i släktet Synploca och familjen fransmalar. Inga underarter finns listade i Catalogue of Life.